# Chrysotus chlanoflavus
Chrysotus chlanoflavus är en tvåvingeart som beskrevs av Harmston och Frank Hall Knowlton 1940. Chrysotus chlanoflavus ingår i släktet Chrysotus och familjen styltflugor. Inga underarter finns listade i Catalogue of Life.